# Чехов, Виктор Григорьевич
Виктор Григорьевич Чехов (1901—1988) — русский советский писатель, драматург и редактор.

## Биография
Родился в семье учителя музыки в слободе Кантемировка Богучарского уезда Воронежской губернии.
Был рабочим, счетоводом, рентгенотехником.
Литературную деятельность начал в 1920-х гг. как драматург. Им были написаны пьесы «В гостях у шефа», «Два приятеля», «Спортсмены», «Сон нэпмана», «Тени минувшего», «Горбун», «Убийство инженера Вейса».
Печатался с 1923 года.
Окончил Ленинградский рабочий литературный институт.
С 1935 г. жил в Петрозаводске. Участник Великой Отечественной войны.
В 1950 г. избирался депутатом Петрозаводского городского совета. Первый исторический роман — «Возмутители» о Кижском восстании XVIII г.
В 1952 г. по приглашению Сталинградской писательской организации он приехал в Сталинград. Был главным редактором литературного альманаха «Литературный Сталинград». Избирался делегатом съездов Союза писателей РСФСР и СССР.
Был награжден орденом «Отечественной войны II степени», орденом «Знак Почета», медалью «За победу над Германией».

## Избранные произведения
- Возмутители — Петрозаводск: Каргосиздат, 1939. — 248 с.
- Клим Соболев — Сталинград: Сталинградское книжное издательство, 1954. — 352 с.
- Врач Л. Т. Шунгская/ В. Г. Чехов. — Петрозаводск: Гос. Карело-Фин. ССР, 1948. — 20 с.
- Годы грозовые : роман / В. Г. Чехов; [ил. Г. И. Печенников]. — Волгоград: Нижне-Волжское книжное издательство, 1967. − 303 с.: ил.
- На рассвете: роман / В. Г. Чехов; [художник В. П. Скоробогатов]. — Волгоград: Нижне-Волжское книжное издательство, 1984. − 239 с.: ил.
- На правом фланге: роман. [Кн. 1.] / В. Г. Чехов; [предисл. Н. А. Гущина]. — Петрозаводск: Госиздательство Карело-Финской ССР, 1948. − 348 с.
- Пограничники в боях за Родину: очерки с Карельского фронта : [сборник / сост., отв. ред. В. Чехов]. — Б. м.: Госиздательство Карело-Финская ССР, 1942. − 80 с.
- Повесть о великой любви; В далеком лесу: [повести] / В. Г. Чехов. — Сталинград: Сталинградское книжное издательство, 1961. — 403 с.
- Мертвая зона : повести / В. Чехов, А. Чехов. — М.: Воениздат, 1993. − 479 с.